# Ordem de São Vladimir
A Ordem Imperial de São Vladimir (em russo:  Императорский орден Святого Равноапостольного великого князя Владимира) foi uma ordem honorífica do Império Russo, estabelecida em 1782 pela imperatriz  Catarina II em memória dos feitos de São Vladimir, o Grande Príncipe e introdutor do cristianismo na Rússia de Quieve.

## Galardoados
- Abbasgulu aga Bakikhanov Gudsi
- Charles Broke Vere
- Christian Ernst August von Mentzingen[3]
- Angus Buchanan
- Anto Gvozdenović
- Giacomo Quarenghi
- Jacob van Deventer
- Robert Henry Dick
- Ivan Gannibal
- Alexander Kolchak
- Louis-Mathieu Langlès
- Manuel Inácio Martins Pamplona Corte Real
- Mitrofan Lodyzhensky
- Fyodor Matisen
- Igor Sikorsky
- Pyotr Stolypin
- Jovan Sundečić
- Pyotr Ilyich Tchaikovsky
- Nikolai Yudenich
- Mikhail Tukhachevsky
- Ilya Ulyanov, pai de Vladimir Lenin